# Saint-Pierre-de-Bœuf
Saint-Pierre-de-Bœuf là một xã trong tỉnh Loire miền trung nước Pháp.